# 警司警誡
警司警誡計劃（英語：Superintendent's Discretion Scheme），簡稱警司警誡，是香港一種處理罪行的方式，乃由警司或以上職級的警務人員行使酌情權，向18歲以下犯罪的青少年施行警誡及進行監管。而在2008年起，此計劃延伸適用至65歲以上干犯任何刑事罪行而被警務人員調查的長者，涉案的長者在接受總警司警誡後將不獲起訴。

## 歷史
警司警誡計劃在1963年推出，最初計劃僅適用於14歲以下的青少年，後來分別在1966年、1987年及1995年推展至15、16及18歲以下的青少年。

## 計劃詳情

### 計劃目的
透過糾正督導而非法律制裁，讓觸犯輕微罪行的青少年可由司法制度中分流，令他們明白所犯罪行的不是，以及對受害人財物的傷害，且避免因送上法庭受審而留有案底，給予改過自身的機會。

### 計劃內容
當一名介乎於10歲至未滿18歲的青少年干犯罪行時，如果警方有充分證據之情況下，便會按程序進行檢控及送上法庭審理，或者根據警司警誡計劃進行處理。如果青少年不願意接受警司警誡，例如他們不認為自己違法，他們可在法庭上面對起訴，而警方不能強迫他們接受警誡。
警方在決定是否適合以警司警誡之形式進行處理時，有着絕對的酌情權及必須考慮以下的因素：是否有足夠證據檢控；犯人是否自願或明確承認犯罪及其態度如何；犯人的監護人或家人是否同意警司警誡、他們的態度及能提供什麼支持；罪行的性質及嚴重性；犯人的犯案記錄和報案或受害人的態度。
接受警司警誡的青少年需接受由警方保護青少年組提供的警方監管，限期最多兩年或直至18歲（以較早時間為準）。而便裝警務人員會依行使酌情權的警司指示登門探訪他們，確保他們不再犯罪及與不法分子為伍。
警方也可基於他們的背景及性格，例如是缺乏家人及朋友支援等，以及在他們的自願情況下，轉介至社會福利署的「社區支援服務計劃」，為他們提供輔導及支援計劃，例如是技能學習班、義工或領袖訓練等。目的令他們能重新融入社區、培養良好的行為，減低他們再次違法的可能性，並將他們的精力引導至一些具建設性的渠道及活動上。另外，社會福利署等政府及非政府機構也設有家庭會議機制，以考慮其他有益的復康計劃，以免他們再犯。
如果青少年拒絕接受監管及支援，警方不能再以相同罪名起訴他們，因為警方已經行使酌情權不起訴。而警司警誡並不代表被定罪及不會留下任何案底，然而警方會保留警司警誡記錄，如果犯人因干犯其他罪行而被法庭審判，法庭會考慮其警司警誡記錄及就此作判決。

## 現況
在2014年、2018年及2019年時根據警司警誡計劃獲釋的人數（10－17歲）分別為834、548及368人。而在反修例運動期間，接受警司警誡而不提起訴、不留案底者有19人。

## 相關事件

### 反修例運動被捕青少年可以警司警誡處理
特首林鄭月娥在2020年施政報告中指出，18歲以下的有悔意、非嚴重罪行的青少年可以警司警誡及簽守行為處理而不留案底，但前提他們需要承認他們的錯誤。其後她指這樣做是因為她心痛年輕人以及為了傳遞關心給年輕人。
對此，多名建制派立法會議員質疑，相關措施會否令年輕人只要肯認錯及年輕，就不會受懲罰，熱血公民鄭松泰議員則擔憂涉案年輕人會否為得到警誡而被警方要求資訊及用作其他用途。保安局局長李家超指警誡只適用於犯下輕微罪行、有悔意及願意接受監管的年輕人，以及鄭松泰的擔憂是錯誤的。